# Nachtschichten
Nachtschichten ist ein österreichischer Dokumentarfilm der Regisseurin Ivette Löcker.

## Synopsis
Eine Wachschutzfrau füttert während ihrer nächtlichen Kontrollrunde in der eisigen Winterkälte eine Ente, die sich auf das Industriegelände verirrt hat. Ein Obdachloser sucht im Schneetreiben nach einem trockenen Schlafplatz, der ihm Schutz gewährt. Ein Nachtwanderer flieht vor seiner Ruhelosigkeit hinaus in die mondhelle Nacht und findet Trost in der Schönheit der nächtlichen Stadt.
Der Film zeigt Menschen in Berlin, die tagsüber unsichtbar bleiben und die Nacht für ihre Existenz gewählt haben. Die Idee war, sie auf ihren Wegen durch die Nacht zu begleiten, um die Motive für ihren versetzten Lebensrhythmus zu ergründen und die Gestalt und Ordnung der heutigen Großstadtnacht erfahrbar zu machen. Manche arbeiten und leben freiwillig in der Nacht, andere hat das Schicksal dazu gezwungen; wieder andere nutzen die Dunkelheit, um im Geheimen zu operieren, manche finden in ihr ein neues Zuhause.
Löckers Intention war, die Spannung zwischen einer pragmatischen Routine, mit der die Nacht verbracht oder organisiert wird, und den existentiellen Sehnsüchten und Ängsten, die scheinbar unweigerlich hervorgerufen werden, filmisch zu erforschen. In längeren Beobachtungen und Gesprächen mit den Menschen entdeckt man Spannungen und Ambivalenzen, aber auch die verheißungsvollen Freiräume, die sich durch ihre Lebensweise eröffnen. Die Momente, in denen Trostlosigkeit, Angst und Verzweiflung oder der Kampf gegen sie spürbar werden, zeigen auf, wie fragil die nächtlichen Freiräume beschaffen sind.

## Festivals
- Duisburger Filmwoche 2010, Deutschland
- Biarritz FipaTel Market 2010, Frankreich
- Diagonale 2011, Österreich
- Wisconsin Film Festival 2011, USA
- Achtung Berlin 2011, Deutschland
- 5 Seen Festival, 2011, Deutschland
- Film Festival Insko, 2011, Polen
- Doc Lisboa, 2011, Portugal
- Anthology Film Archives, New York

## Preise
- Diagonale Preis für den besten Dokumentarfilm